# Walter Schelenz

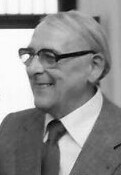
Walter Schelenz (1977)

Walter Schelenz (* 21. Mai 1903 in Karlsruhe; † 5. September 1987 in Freiburg im Breisgau) war ein deutscher Bildhauer.

## Leben
Walter Schelenz wurde am 21. Mai 1903 in Karlsruhe geboren. Nach der Schulzeit absolvierte er eine Lehre als Dermoplastiker. 1922/23 begann er in der Landeskunstschule Karlsruhe das Studium der Bildhauerei bei Georg Schreyögg und studierte in der Zeichenklasse von Hermann Gehri. Von 1923 bis 1927 setzte er sein Studium bei Karl Albiker an der Akademie der bildenden Künste Dresden fort, ab Herbst 1926 als Meisterschüler. Als freischaffender Bildhauer lebte Schelenz von 1927 bis 1945 in Berlin. Zwischen den Jahren 1939 und 1945 wurde er von der Luftwaffe als technischer Zeichner verpflichtet. Während der Kriegsjahre war an bildhauerische Tätigkeit kaum zu denken. Seit Kriegsende lebte der gebürtige Karlsruher zunächst in Menzenschwand, dann in Bonndorf, wo er die Kunsthandwerk-Schule gründete, und anfangs leitete. 1954 wurde diese im Zuge der Zusammenlegung von Baden und Württemberg wieder aufgelöst. Von 1955 bis zu seinem Lebensende arbeitete er als freischaffender Bildhauer in Freiburg im Breisgau. Er starb dort am 5. September 1987.
Schelenz war mit Charlotte Lange verheiratet und hatte mit ihr zwei Töchter und einen Sohn. Außerdem hatte er eine weitere Tochter aus einer anderen Beziehung. Seine Tochter Barbara heiratete den Architekten Herbert Dörr. Der Filmproduzent Sebastian Schelenz ist sein Enkel.

## Ausstellungen
Als Mitglied der Neuen Gruppe stellte Walter Schelenz auf der Großen Kunstausstellung im Münchener Haus der Kunst aus.
Nachdem er bereits vor dem Zweiten Weltkrieg als Gastteilnehmer auf Ausstellungen des Deutschen Künstlerbundes vertreten war, nahm Walter Schelenz auch als Mitglied ab 1957 regelmäßig an den DKB-Jahresausstellungen teil.

## Auszeichnungen
- 1959: Kunstpreis Oberrhein
- 1970: Reinhold-Schneider-Preis der Stadt Freiburg.
- 1973: Ehrengast In der Deutschen Akademie Villa Massimo in Rom
- 1977: Verleihung des Professorentitels (h. c.) durch den Ministerpräsidenten des Landes Baden-Württemberg[4]
- 1986: Ehrenmitgliedschaft des Deutschen Künstlerbundes

## Werk
"Das Frühwerk von Walter Schelenz war im Wesentlichen geprägt von Formproblemen und der Auseinandersetzung mit Raum", so formulierte es Werner Haftmann in einem Grußwort anlässlich des 80. Geburtstages des Bildhauers. In den Jahren bis 1939 hielt er fest an der figürlichen Tradition, vergleichbar den Bildhauern Hermann Blumenthal, Ludwig Kasper und Gustav Seitz, die in Berlin zu seinem Freundeskreis gehörten. Im Jahre 1954 entstand der Fechter. Für Schelenz eine Zeit des Übergangs, des Entschlusses zurück zur freischaffenden Bildhauerei – auch eine Zeit des Sich-Frei-Schaffens. Der Fechter markiert den Abschluss seiner figürlichen Phase, steht aber gleichzeitig für wegweisende Neuorientierung. In seinem Volumen weitgehend reduziert, manifestiert sich in dieser Arbeit wieder eine lebhafte Beziehung von Form und Raum.
Ab 1957, nun in Freiburg lebend, gelangte Schelenz endgültig zur gegenstandslosen Gestaltung, für kurze Zeit streifte er das Informel, um dann Ende der sechziger Jahre langsam, fast unmerklich wieder naturbezogene, vegetative Formen in seine Arbeiten einzubeziehen, ohne jedoch die Ebene eines hohen Grades an gewonnener Abstraktion und das Formempfinden der vergangenen Jahre aufzugeben.
Großplastiken im öffentlichen Raum befinden sich von Walter Schelenz vorwiegend in Südwestdeutschland, insbesondere in Freiburg im Breisgau. 1988 schuf er den Blasiusbrunnen vor dem Dom St. Blasien.
In seinen späten Lebensjahren (ca. 1967–1987) hat er in der Kleinplastik mit seinen freien Arbeiten und deutlich poetischen Themen zu einem unverwechselbaren Personalstil gefunden. Arbeiten von Walter Schelenz befinden sich im Staatsbesitz des Landes Baden-Württemberg, im Museum für Neue Kunst Freiburg, in der Staatlichen Kunsthalle Karlsruhe und im Privatbesitz.

### Kunst im öffentlichen Raum

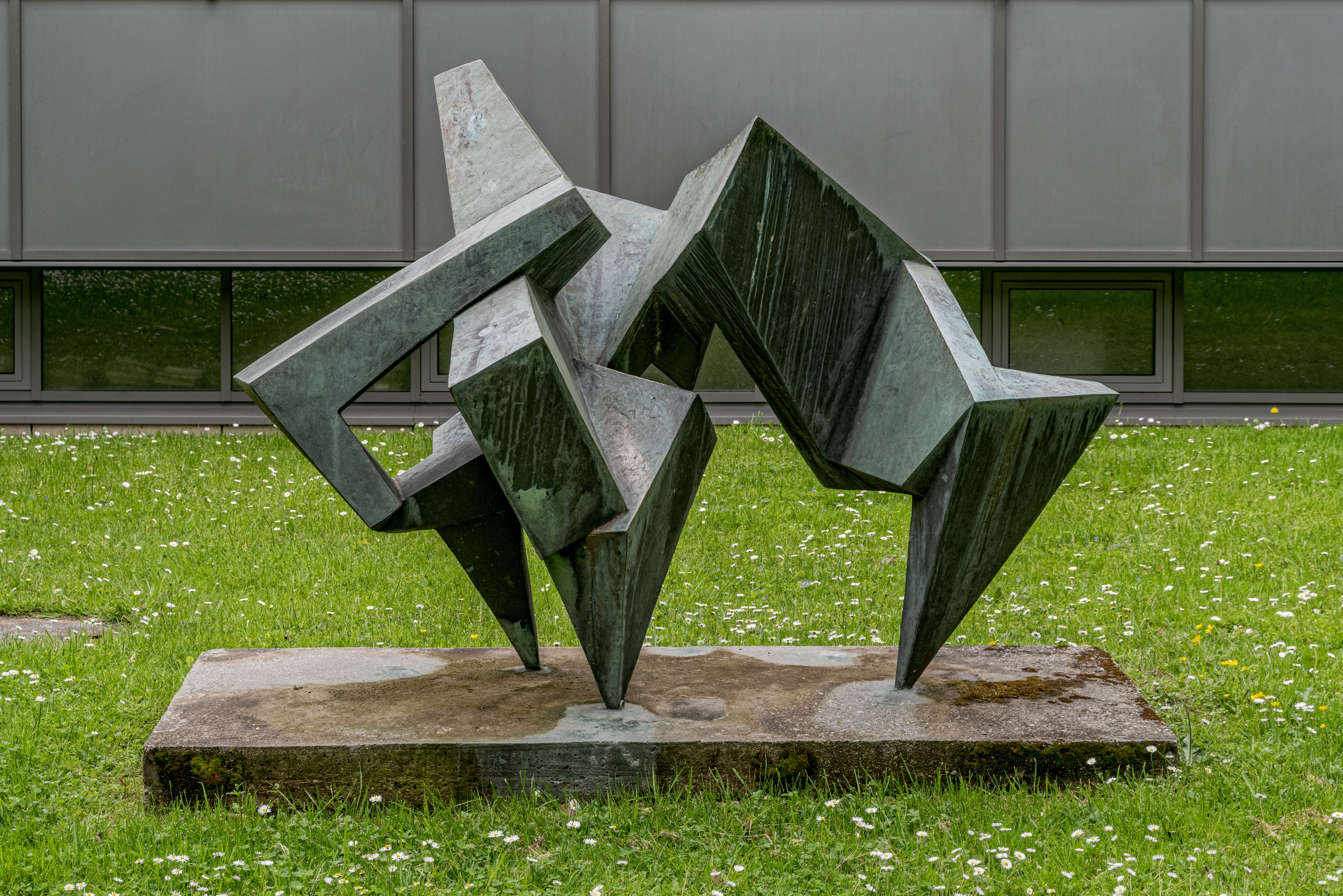
Großplastik Formentfaltung, 1957, Bronze, 240 × 310 × 200 cm, Freiburg, Mozartstraße
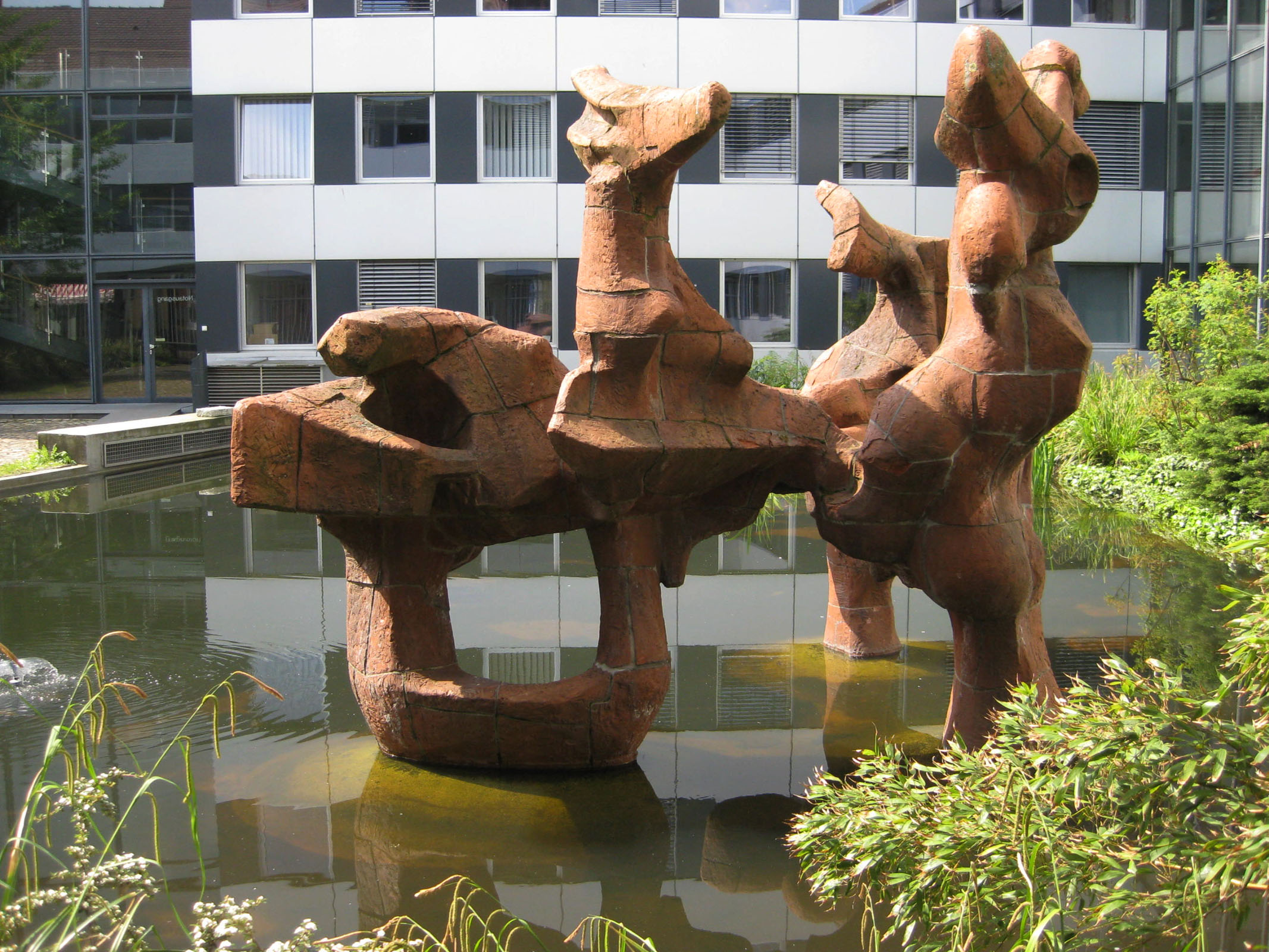
Große Terrakotta-Gruppe, 1964/65, Terrakotta, 320 × 500 × 300 cm, Innenhof Landgericht Freiburg
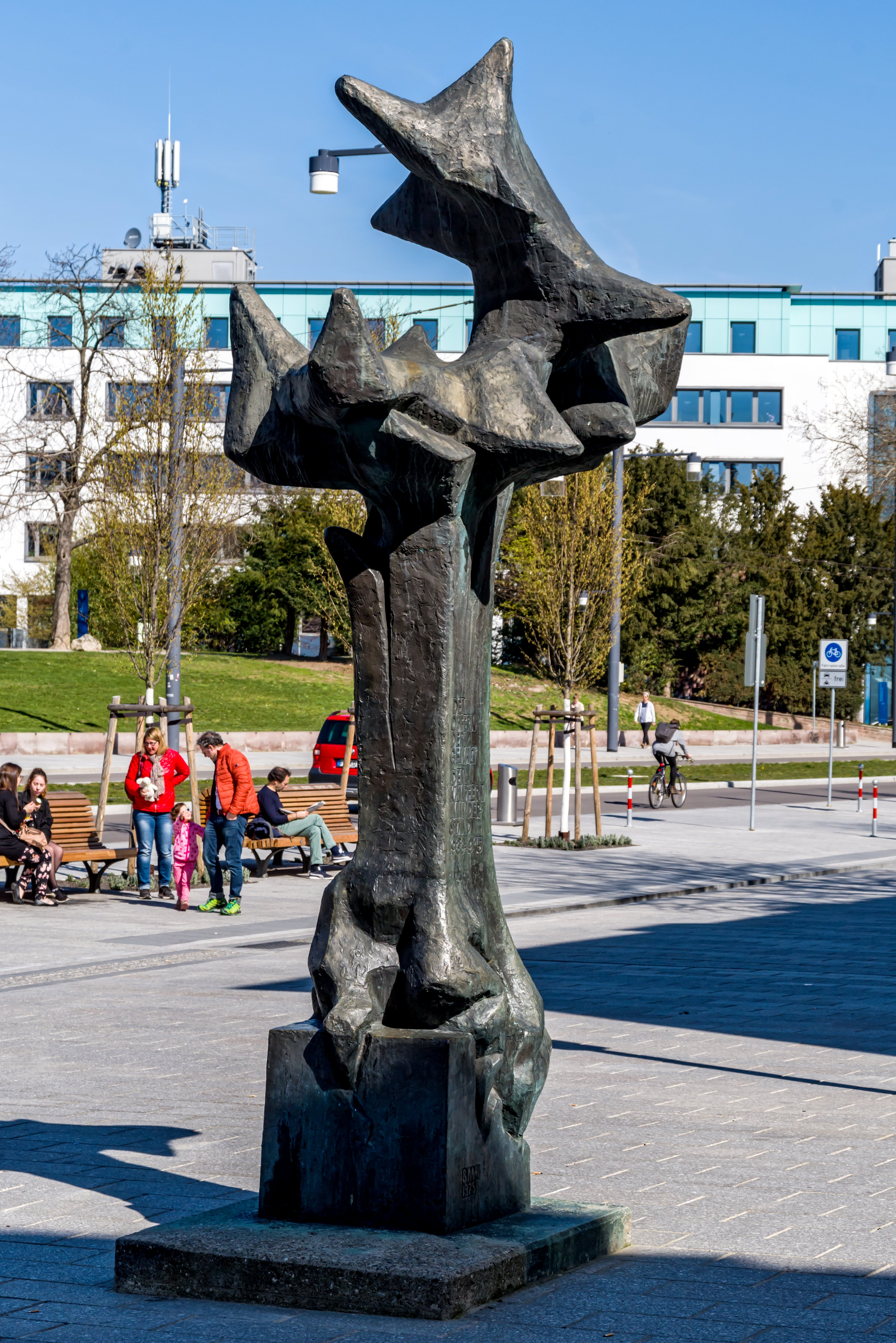
Mahnmal für die Opfer des Naziregimes, 1975, Bronze, 370 × 160 × 135 cm, Freiburg, Rotteckring
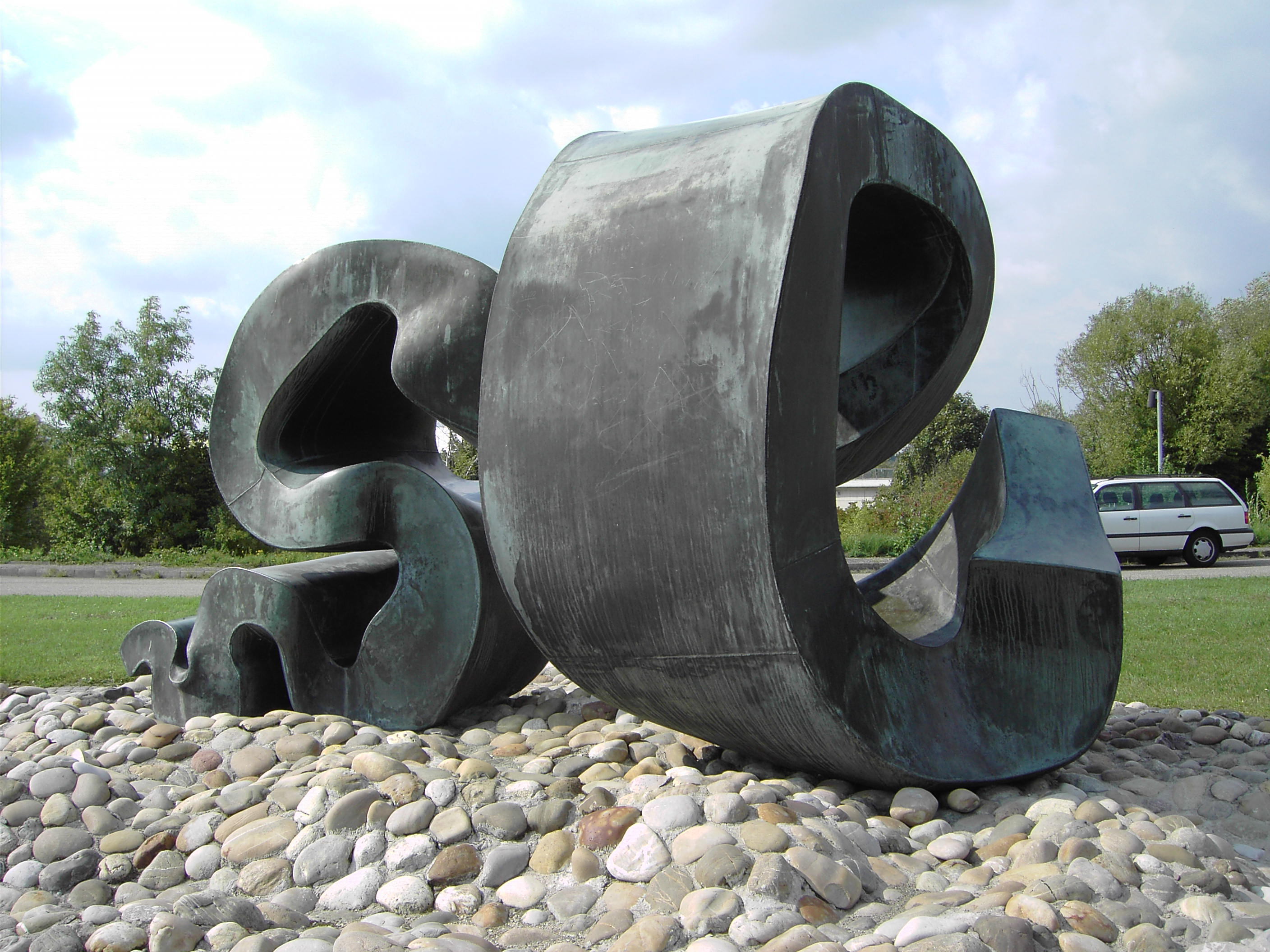
Gestaute Welle, 1978, Tombak MS 85, 250 × 475 × 215 cm, Iffezheim, Staustufe

### Freie Arbeiten

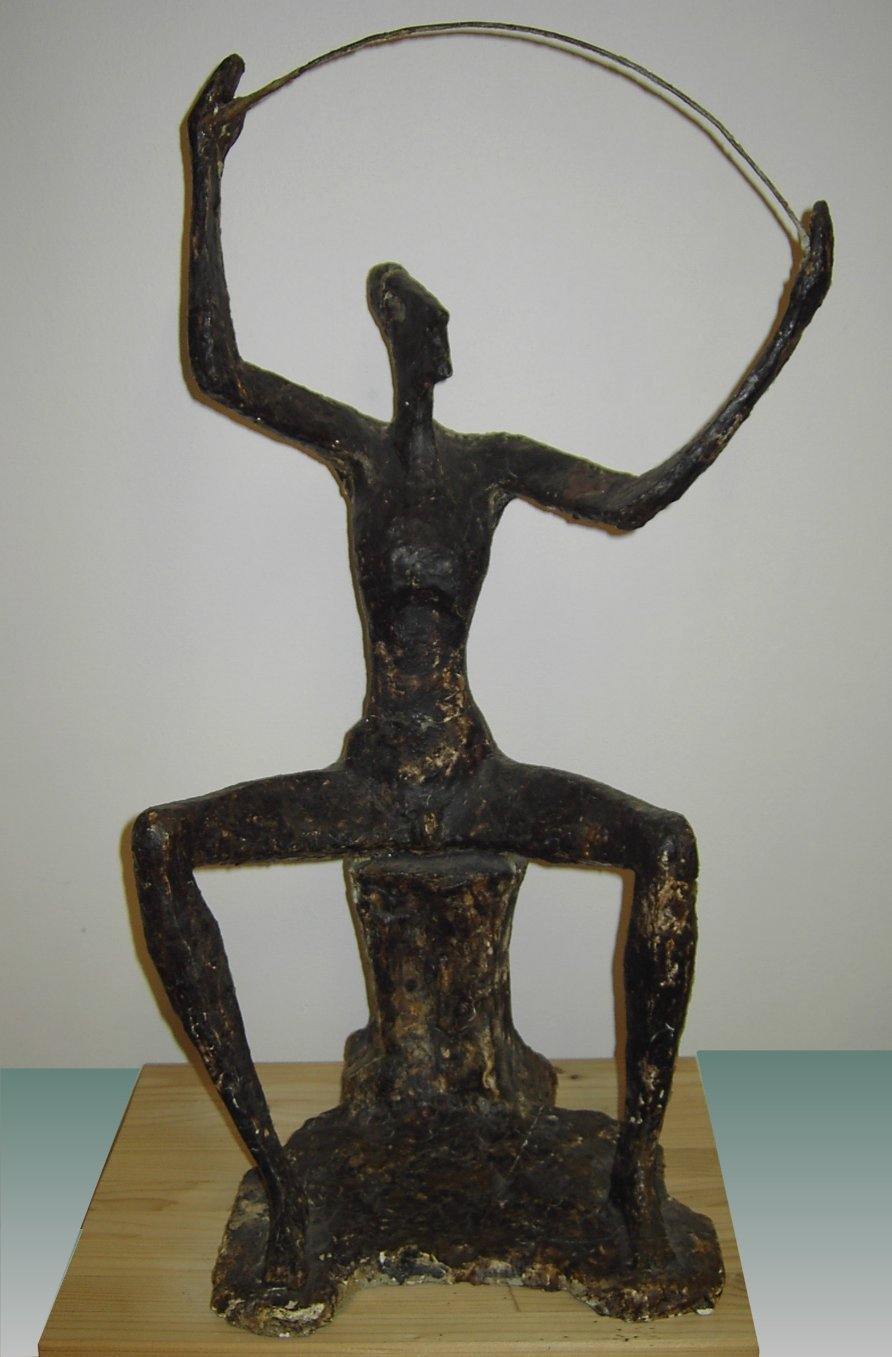
Der Fechter, Gips (es existiert auch ein Bronzeguss), 1954
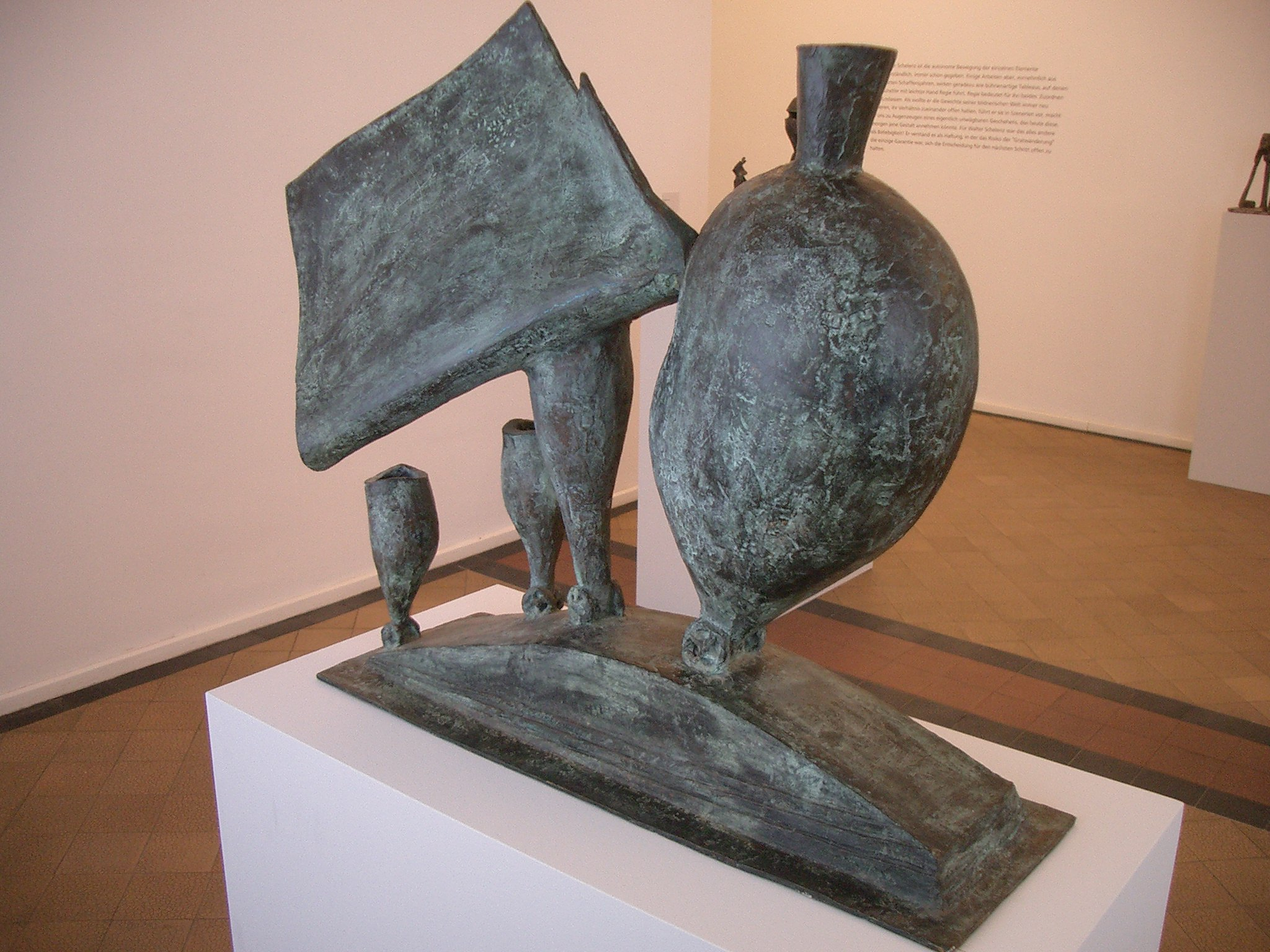
Gruppe im Gegenwind, Bronze, 1981
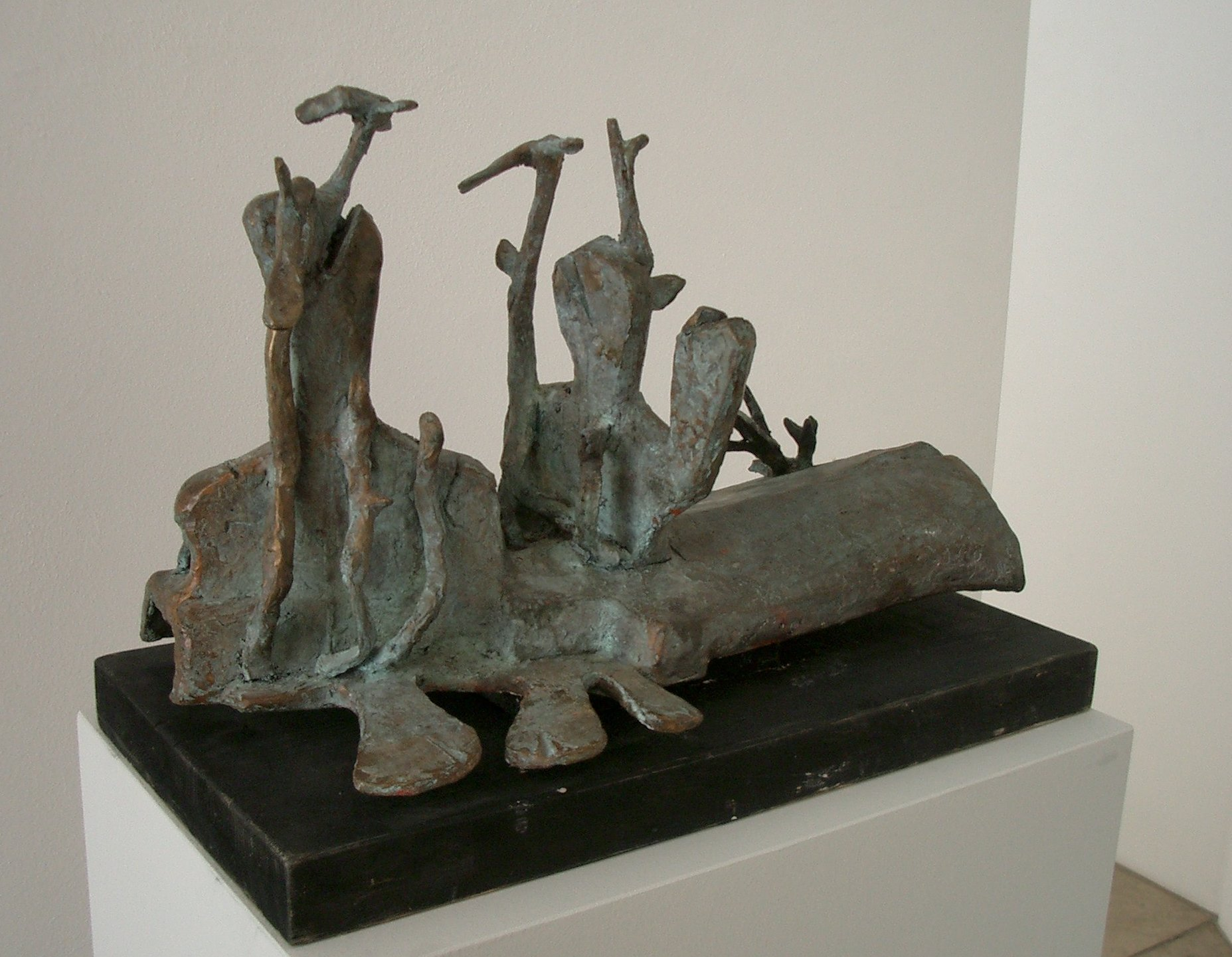
Tauchen wieder auf, Bronze, 1986